# Сегодня я пойду домой один
«Сегодня я пойду домой один» (порт. Hoje Eu Quero Voltar Sozinho) — бразильская драма Даниэла Рибейру о взаимоотношениях подростков, снятая по мотивам короткометражного фильма 2010 года «Я не хочу возвращаться один» (порт. Eu Não Quero Voltar Sozinho). Фильм участник 64-го Берлинского международного кинофестиваля (там 10 февраля состоялась премьера), получил приз Teddy в категории «лучший художественный фильм» и приз ФИПРЕССИ. 10 апреля премьера фильма состоялась и в Бразилии.

## Сюжет
В фильме показана жизнь незрячего мальчика Леонардо, которому нужно справиться с ревностью своей старой подруги Джованны и одновременно попытаться разобраться в появившихся чувствах к новому другу Габриэлю.

## Актёрский состав
| В ролях       |  | Персонаж                |
| ------------- |  | ----------------------- |
| Гильерме Лобу |  | Леонардо                |
| Фабио Ауди    |  | Габриэль                |
| Тесс Аморим   |  | Джованна                |
| Селма Эгрей   |  | Мария, бабушка Леонардо |
| Лусия Роману  |  | Лаура, мать Леонардо    |
| Эусир ди Соза |  | Карлос, отец Леонардо   |

## Критика
Фильм получил признание кинокритиков. На сайте Rotten Tomatoes фильм имеет рейтинг 92 % на основе 37 рецензий со средним баллом 7,2 из 10. На сайте Metacritic фильм имеет оценку 71 из 100 на основе 16 рецензий критиков, что соответствует статусу «в целом благоприятные отзывы».